# World B. Free

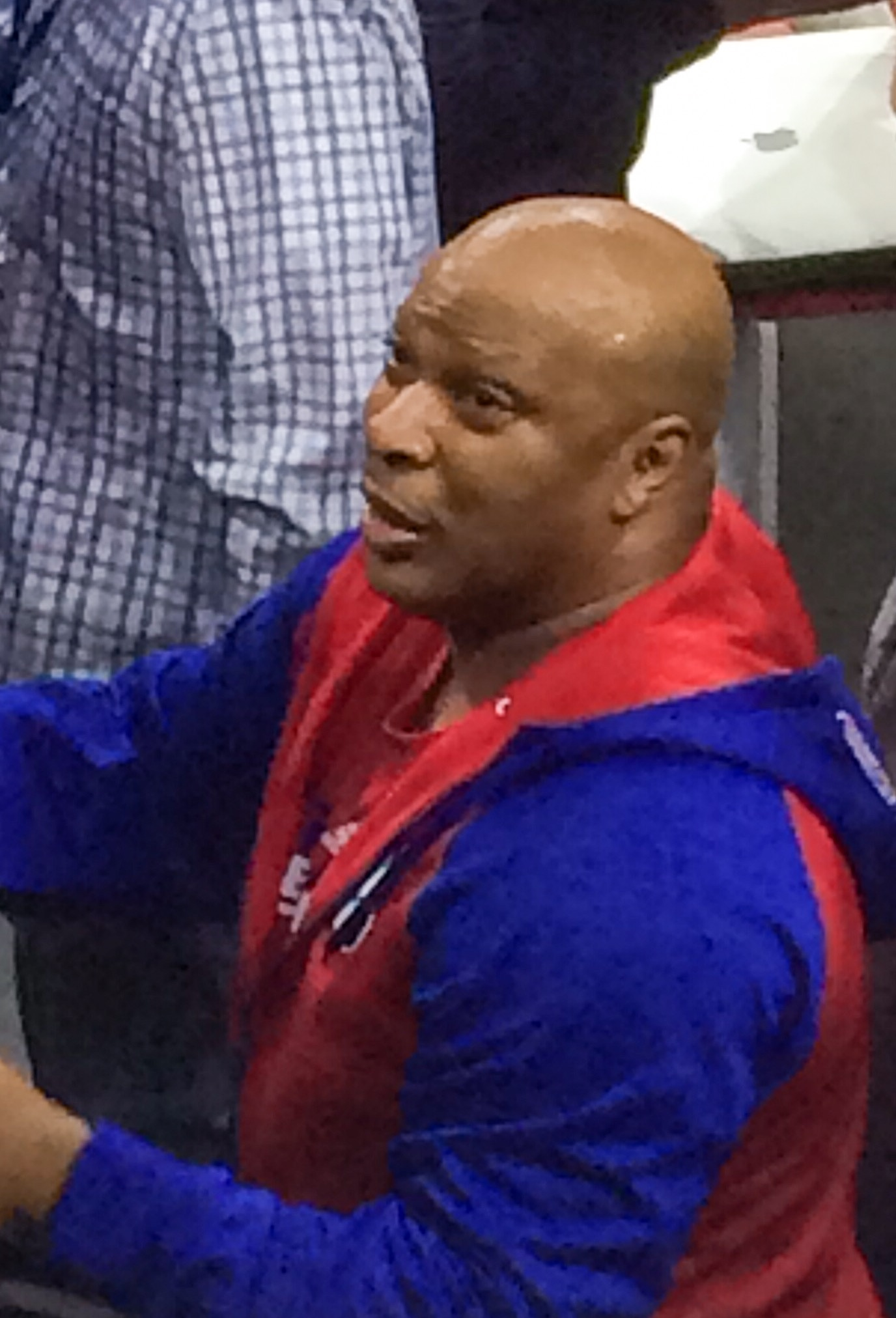
World B. Free in 2015

World B. Free geboren als Lloyd B. Free (Savannah, Georgia, 9 december 1953) is een voormalig professioneel basketballer en speelde in de National Basketball Association (NBA) van 1975 tot en met 1988. World had een tweetal veelgebruikte bijnamen, namelijk "The Prince of Midair" en "All-World".
Free groeide op in Brooklyn, New York voor hij ging studeren in Guilford, North Carolina. Hij leidde het college team van Guilford College naar de NAIA titel en werd gekroond als "meest waardevolle speler" van de NAIA competitie.
Hij speelde professioneel basketball voor de San Diego Clippers, Philadelphia 76ers, Golden State Warriors, Cleveland Cavaliers en de Houston Rockets. De naam World stamt al uit zijn tijd in Brooklyn, waar een vriend van hem deze bijnaam gaf vanwege zijn bereikbaarheid in zijn sprongen en dunks. Hij stond bekend als een speler die van grote afstand een schot op de bucket waagde. Anno 2005 weet Free de bal nog steeds behoorlijk te raken. In 1980, liet hij in zijn poging om de wereld te verbeteren zijn naam officieel veranderen in World B. Free.
Momenteel is Free een staflid van de Philadelphia 76ers en ambassadeur van de basketbalsport. 